# Liste der Baudenkmäler in Pleinfeld
Auf dieser Seite sind die Baudenkmäler in dem mittelfränkischen Markt Pleinfeld zusammengestellt. Diese Tabelle ist eine Teilliste der Liste der Baudenkmäler in Bayern. Grundlage ist die Bayerische Denkmalliste, die auf Basis des Bayerischen Denkmalschutzgesetzes vom 1. Oktober 1973 erstmals erstellt wurde und seither durch das Bayerische Landesamt für Denkmalpflege geführt wird. Die folgenden Angaben ersetzen nicht die rechtsverbindliche Auskunft der Denkmalschutzbehörde.

Diese Liste gibt den Fortschreibungsstand vom 1. April 2015 und enthält 130 Baudenkmäler.

## Ensemble

### Ortskern Stirn
Das Ensemble (Lage) umfasst den Ortskern des seit dem 11. Jahrhundert überlieferten Kirchdorfes auf der Keuperhöhe. Nach den Zerstörungen des 17. Jahrhunderts durch den Dreißigjährigen Krieg und einen Ortsbrand zeugt nur noch die 1652 bzw. 1687 wiederaufgebaute Pfarrkirche vom Alter des Dorfes. Sie beherrscht das Kernstück der Dorfstraße, das von den rötlichen Sandsteinquaderhäusern der Hopfen- und Obstbauern aus der zweiten Hälfte des 19. Jahrhunderts geprägt ist, zwei- und eingeschossige Giebelhäuser mit steilen Satteldächern, in denen vereinzelt noch die Trockenluken erhalten sind. Aktennummer: E-5-77-161-2.

## Marktbefestigung
| Lage                                            | Objekt           | Beschreibung | Akten-Nr.    | Bild           |
| ----------------------------------------------- | ---------------- | --- | ------------ | -------------- |
| Am Spalter Tor 1 (Standort)                     | Spalter Tor      | Torturm der Marktbefestigung, Satteldachbau, Sockelgeschoss Sandsteinquader, Obergeschoss und Giebel Fachwerk, 1568, mit anschließenden Mauerteilen | D-5-77-161-5 | weitere Bilder |
| Am Spalter Tor 2, Obere Torstraße 16 (Standort) | Marktbefestigung | Quadermauerwerk, teilweise Bruchstein, 1548–1568, Quadermauer von Kellerweg 9 südwestlich bis Spalter Tor 1, Zug längs der Straße An der Mauer      | D-5-77-161-1 | weitere Bilder |

## Baudenkmäler nach Gemeindeteilen

### Pleinfeld
| Lage | Objekt                                                                    | Beschreibung | Akten-Nr.      | Bild                                                    |
| --- | ------------------------------------------------------------------------- | --- | -------------- | ------------------------------------------------------- |
| Amselweg 7 (Standort) | Ehemalige Villa                                                           | Zweigeschossiger Sandsteinquaderbau mit giebelseitig abgewalmtem Dach, mit angefügtem Querbau, mit Treppenvorbau, Hausmadonna, um 1900                                                                           | D-5-77-161-4   | weitere Bilder                                          |
| Bahnhofstraße 11 (Standort) | Ehemaliges Betriebsgebäude an der Ludwig-Süd-Nordbahn                     | Zweigeschossiger Sandsteinquaderbau mit Flachsatteldach, mit Stichbogenfenstern, profilierte Gliederungen, um 1850                                                                                               | D-5-77-161-139 | Ehemaliges Betriebsgebäude an der Ludwig-Süd-Nordbahn   |
| Bahnlinie Treuchtlingen – Nürnberg, nordöstlich Pleinfeld bei Streckenkilometer 19,4 (Standort)                                                       | Höbachviadukt der Ludwig-Süd-Nord-Eisenbahn                               | Eisenbahnviadukt über drei Rundbögen und hohen rustizierten Pfeilern, 1848/49 | D-5-77-161-46  | Höbachviadukt der Ludwig-Süd-Nord-Eisenbahn             |
| Bürgermeister-Fichtner-Straße 1 (Standort) | Evangelisch-lutherische Kirche                                            | Saalkirche, neugotischer Kirchenbau mit Westturm, Turm mit Spitzhelm, von Peter Schmidt, 1883/84, mit Ausstattung                                                                                                | D-5-77-161-6   | weitere Bilder                                          |
| Bürgermeister-Fichtner-Straße 1, Nähe Stirner Straße, vor dem Spalter Tor östlich an der Straße Ecke Amselweg und einer westlich gegenüber (Standort) | Gruppe von Felsenkellern                                                  | 18./19. Jahrhundert | D-5-77-161-145 | Gruppe von Felsenkellern                                |
| Brückenstraße 6 (Standort) | Wohnhaus                                                                  | Zweigeschossiger Walmdachbau, 18. Jahrhundert | D-5-77-161-7   | Wohnhaus                                                |
| Brückenstraße 7, Zollgasse 2a (Standort) | Ehemaliges eichstättisches Mautnerhaus                                    | Zweigeschossiger massiver Satteldachbau, 1702, ehemalige Scheune, eingeschossiger Satteldachbau, Sandsteinmauerwerk, mit Fachwerkgiebeln, spätes 18. Jahrhundert                                                 | D-5-77-161-8   | Ehemaliges eichstättisches Mautnerhaus                  |
| Brückenstraße 12 (Standort) | Gasthaus Hirschen                                                         | Zweigeschossiger Satteldachbau in Ecklage, 17./18. Jahrhundert, 1842 erneuert | D-5-77-161-9   | weitere Bilder                                          |
| Brückenstraße, Schwäbische Rezat, Zollgasse (Standort)                                                                                                | Brücke                                                                    | Sandsteinquader, 1695, erneuert 1949, mit Brückenfigur Heiliger Johann Nepomuk, 18. Jahrhundert | D-5-77-161-45  | weitere Bilder                                          |
| Ellinger Straße 2 (Standort) | Bildet einen Baukörper mit Brückenstraße 12                               | Siehe dort | D-5-77-161-10  | BW                                                      |
| Ellinger Straße 21 (Standort) | Ehemaliger Sommerkeller, Wohnhaus                                         | Mit fachwerksichtigem Obergeschoss und Giebel, 18. Jahrhundert | D-5-77-161-12  | Ehemaliger Sommerkeller, Wohnhaus                       |
| Höbachweg (Standort) | Kapelle der Sieben Schmerzens Mariens                                     | Kleiner massiver Satteldachbau, 18./19. Jahrhundert | D-5-77-161-13  | weitere Bilder                                          |
| Hohlweg, Nähe Hohlweg () | Gruppe von Felsenkellern                                                  | 19./frühes 20. Jahrhundert, darunter Kellereingang mit Sandsteinquader-Einfassung, bezeichnet „1847“ | D-5-77-161-3   |                                                         |
| Kellerweg 6 (Standort) | Wohnhaus                                                                  | Kleinhaus, eingeschossiger Satteldachbau, 18. Jahrhundert | D-5-77-161-14  | Wohnhaus                                                |
| Ketschenbuck 1, nördlich vom Markt entlang Höbachweg und Ketschenbuck (Standort)                                                                      | Gruppe von 20 Felsenkellern                                               | Eingänge des 18./19. und 20. Jahrhunderts | D-5-77-161-37  | Gruppe von 20 Felsenkellern                             |
| Kirchenplatz 1, Kirchenplatz 3 (Standort) | Ehemaliges eichstättisches Vogteischloss                                  | Zweiflügelbau, dreigeschossiger Satteldachbau, 17./18. Jahrhundert, auf spätmittelalterlicher Grundlage | D-5-77-161-15  | weitere Bilder                                          |
| Kirchenplatz 2, Nähe Mühlstraße (Standort) | Wohnhaus                                                                  | Kleinhaus, eingeschossiger Satteldachbau, 18. Jahrhundert, erneuert, mit angebauter Fachwerkscheune, 17./18. Jahrhundert                                                                                         | D-5-77-161-16  | Wohnhaus                                                |
| Kirchenplatz 6 (Standort) | Katholische Pfarrkirche St. Nikolaus                                      | Basilikale Anlage, dreischiffiger Bau, von Domenico Maria Sala, 1767/68, auf romanischer Grundlage, mit Erweiterung von Friedrich Haindl, 1931/33, südöstlich Turm mit Helm und Laterne, mit Ausstattung         | D-5-77-161-17  | weitere Bilder                                          |
| Kirchenplatz 8 (Standort) | Scheune                                                                   | Satteldachbau, mit fachwerksichtigem Giebel, 17./18. Jahrhundert, darunter tief liegendes Kellergewölbe, zugänglich über steilem Treppenabgang mit Gurtengewölbe, zwischen Nr. 2 und 4                           | D-5-77-161-18  | Scheune                                                 |
| Kirchenstraße 2 (Standort) | Wohn- und Geschäftshaus                                                   | Dreigeschossiges Gebäude mit Steildach, in Ecklage, um 1870/90 | D-5-77-161-20  | Wohn- und Geschäftshaus                                 |
| Kirchenstraße 6 (Standort) | Hausfigur                                                                 | Madonna, 18. Jahrhundert | D-5-77-161-21  | Hausfigur                                               |
| Kirchenstraße 8 (Standort) | Gasthaus                                                                  | Zweigeschossiger Bau mit Mansardwalmdach, in Ecklage, Ende 18. Jahrhundert | D-5-77-161-22  | Gasthaus                                                |
| Kirchenstraße 10 (Standort) | Bürgerhaus                                                                | Zweigeschossiger massiver Satteldachbau, 17./18. Jahrhundert, 1836 erneuert | D-5-77-161-23  | Bürgerhaus                                              |
| Marktplatz 2 (Standort) | Gasthaus                                                                  | Dreigeschossiger Satteldachbau in Ecklage, massiv, Ende 17. Jahrhundert, mit zweigeschossigem Anbau mit Walmdach, Fachwerkobergeschoss, 19. Jahrhundert                                                          | D-5-77-161-24  | weitere Bilder                                          |
| Marktplatz 3 (Standort) | Gasthaus                                                                  | Zweigeschossiger Satteldachbau in Ecklage, mit fachwerksichtigem Obergeschoss und Giebel, bezeichnet „1662“ | D-5-77-161-25  | Gasthaus                                                |
| Marktplatz 4 (Standort) | Ehemaliges Bauernhaus                                                     | Zweigeschossiger giebelständiger Satteldachbau, erstes Drittel 19. Jahrhundert | D-5-77-161-26  | Ehemaliges Bauernhaus                                   |
| Marktplatz 11 (Standort) | Rathaus                                                                   | Dreigeschossiger Sandsteinquaderbau mit Walmdach, Sockelgeschoss und Ecklisenen rustiziert, 1878 erbaut, Balkon bezeichnet „1880“                                                                                | D-5-77-161-27  | weitere Bilder                                          |
| Mühlstraße 6 (Standort) | Hausfigur                                                                 | Heiliger Sebastian, 18. Jahrhundert | D-5-77-161-29  | Hausfigur                                               |
| Mühlstraße 9 (Standort) | Wohnhaus                                                                  | Zweigeschossiger Satteldachbau, mit Fachwerkgiebel, bezeichnet „1845“ | D-5-77-161-30  | Wohnhaus                                                |
| Nähe Bahnhofstraße (Standort) | Lampenbude                                                                | Sogenannter Ölbunker | D-5-77-161-138 | Lampenbude                                              |
| Nähe Ellinger Straße (Standort) | Hueberkapelle                                                             | Kleiner massiver Bau mit flachem Satteldach, 19. Jahrhundert, mit Ausstattung | D-5-77-161-2   | weitere Bilder                                          |
| Nürnberger Straße 4 (Standort) | Wohnhaus                                                                  | Zweigeschossiger traufständiger Satteldachbau, um 1860 | D-5-77-161-32  | Wohnhaus                                                |
| Nürnberger Straße 8 (Standort) | Wohnhaus                                                                  | Eingeschossiger Satteldachbau mit Fachwerkgiebel, in Ecklage, frühes 19. Jahrhundert | D-5-77-161-33  | Wohnhaus                                                |
| Obere Torstraße 16 (Standort) | Ehemaliges Bauernhaus                                                     | Zweigeschossiger traufständiger Bau mit Mansardgiebeldach, erstes Drittel 19. Jahrhundert, Scheune, massiver Bau mit Steildach, Sandsteinquader, wohl gleichzeitig, mit anschließendem Rest der Marktbefestigung | D-5-77-161-35  | Ehemaliges Bauernhaus                                   |
| Pfarrgasse 2 (Standort) | Pfarrhaus, ursprünglich als Kastenhaus des Eichstätter Domkapitels erbaut | Zweigeschossiger Satteldachbau in Ecklage, 16.–18. Jahrhundert, im 18. Jahrhundert verändert, mit Vortreppe | D-5-77-161-36  | weitere Bilder                                          |
| Postwirtsbuck, an der Abzweigung Mischelbach (Standort)                                                                                               | Marter                                                                    | Sandstein, bezeichnet „1603“ | D-5-77-161-47  | BW                                                      |
| Rosenau 16 (Standort) | Wappentafel des ehemaligen eichstättischen Kastenhauses                   | Bezeichnet „1724“ | D-5-77-161-41  | Wappentafel des ehemaligen eichstättischen Kastenhauses |
| Seilergasse 2 (Standort) | Scheune                                                                   | Eingeschossiger Satteldachbau, Fachwerk, 18. Jahrhundert | D-5-77-161-38  | Scheune                                                 |
| Seilergasse 3 (Standort) | Hausfigur                                                                 | Madonna, 18. Jahrhundert | D-5-77-161-39  | Hausfigur                                               |
| Stegwiesen, an der Mühlstraße (Standort) | Christuskapelle                                                           | Kleiner Massivbau mit Satteldach, 18. Jahrhundert | D-5-77-161-31  | Christuskapelle                                         |
| Stirner Straße (Standort) | Herz-Jesu-Kapelle                                                         | Kleiner massiver Bau mit Flachsatteldach, zweite Hälfte 19. Jahrhundert, mit Ausstattung | D-5-77-161-42  | Herz-Jesu-Kapelle                                       |
| Untere Torstraße 14 (Standort) | Kleinhaus                                                                 | Eingeschossiger Satteldachbau in Ecklage, bezeichnet „1855“, Scheunenanbau, massiver Satteldachbau, zweite Hälfte 19. Jahrhundert                                                                                | D-5-77-161-43  | Kleinhaus                                               |

### Allmannsdorf
| Lage                                         | Objekt                                | Beschreibung | Akten-Nr.     | Bild                   |
| -------------------------------------------- | ------------------------------------- | --- | ------------- | ---------------------- |
| Allmannsdorf 5 (Standort)                    | Bauernhaus                            | Großer zweigeschossiger Satteldachbau in Ecklage, mit rustizierten Ecklisenen, um 1860/70 | D-5-77-161-51 | Bauernhaus             |
| Allmannsdorf 6 (Standort)                    | Bauernhaus                            | Eingeschossiges Gebäude mit Steildach, mit Zwerchhaus, bezeichnet „1862“ | D-5-77-161-52 | Bauernhaus             |
| Allmannsdorf 13 (Standort)                   | Bauernhaus                            | Zweigeschossiger traufständiger Satteldachbau, Sandsteinquader, erstes Drittel 19. Jahrhundert | D-5-77-161-53 | Bauernhaus             |
| Allmannsdorf 17 (Standort)                   | Katholische Filialkirche Sankt Lorenz | Chorturmkirche, Turm im Untergeschoss romanisch, Turmobergeschoss mit Pyramidendach spätes 15. Jahrhundert, Langhaus 17. Jahrhundert, später erweitert, mit Ausstattung, mit Kirchhofmauer, im Kern mittelalterlich | D-5-77-161-48 | weitere Bilder         |
| Binsengrabenfeld (Standort)                  | Wirtskapelle                          | Kleiner massiver Satteldachbau mit portikusähnlichem Vorbau, an der Straße nach Hohenweiler, 1927, mit Ausstattung                                                                                                  | D-5-77-161-50 | Wirtskapelle           |
| Seelach, am Weg nach Mandlesmühle (Standort) | Dreifaltigkeitskapelle                | Kleiner massiver Bau mit Satteldach, 19. Jahrhundert, mit Ausstattung | D-5-77-161-49 | Dreifaltigkeitskapelle |

### Banzermühle
| Lage                | Objekt        | Beschreibung                                                     | Akten-Nr.     | Bild          |
| ------------------- | ------------- | ---------------------------------------------------------------- | ------------- | ------------- |
| Oberfeld (Standort) | Banzerkapelle | Kleiner massiver Satteldachbau, 18. Jahrhundert, mit Ausstattung | D-5-77-161-54 | Banzerkapelle |

### Böschleinsmühle
| Lage                                                                      | Objekt  | Beschreibung                                                         | Akten-Nr.      | Bild    |
| ------------------------------------------------------------------------- | ------- | -------------------------------------------------------------------- | -------------- | ------- |
| Bahnlinie Treuchtlingen – Nürnberg, bei Streckenkilometer 20,2 (Standort) | Viadukt | Einbogiger Wegdurchlass, um 1848/49                                  | D-5-77-161-149 | Viadukt |
| Böschleinsmühle 1 (Standort)                                              | Mühle   | Zweigeschossiger Satteldachbau mit Fachwerkgiebel, bezeichnet „1858“ | D-5-77-161-55  | Mühle   |

### Dorsbrunn
| Lage                     | Objekt                                 | Beschreibung | Akten-Nr.     | Bild                       |
| ------------------------ | -------------------------------------- | --- | ------------- | -------------------------- |
| Dorsbrunn 2 (Standort)   | Wirtshausschild                        | Wohl 18. Jahrhundert | D-5-77-161-60 | Wirtshausschild            |
| Dorsbrunn 49 (Standort)  | Katholische Pfarrkirche Sankt Nikolaus | Chorturmkirche, spätmittelalterlich, 1767 umgebaut und barockisiert, Sandsteinquader, Turm mit zwiebelförmiger Haube, mit Ausstattung, mit Mauer des alten Kirchhofes, im Kern wohl spätmittelalterlich | D-5-77-161-56 | weitere Bilder             |
| Dorsbrunn 50 (Standort)  | Ehemaliger Brauereigasthof             | Zweigeschossiger traufständiger Satteldachbau, 1761, zugehörige Scheune, Satteldachbau, Sandsteinquader, zweite Hälfte 18. Jahrhundert bezeichnet „1847“                                                | D-5-77-161-59 | Ehemaliger Brauereigasthof |
| Kirchenletten (Standort) | Dreifaltigkeitskapelle                 | Kleiner massiver Satteldachbau, bezeichnet „1887“, an der Straße nach Stopfenheim | D-5-77-161-57 | Dreifaltigkeitskapelle     |

### Engelreuth
| Lage                    | Objekt     | Beschreibung                                                                                            | Akten-Nr.     | Bild |
| ----------------------- | ---------- | --- | ------------- | ---- |
| Engelreuth 1 (Standort) | Bauernhaus | Zweigeschossiger Satteldachbau mit Giebelhäusern, ausgezeichnet durch zwei Sandsteintürgewände, um 1800 | D-5-77-161-61 | BW   |
| Engelreuth 2 (Standort) | Bauernhaus | Zweigeschossiger Satteldachbau, erste Hälfte 19. Jahrhundert                                            | D-5-77-161-62 | BW   |

### Erlingsdorf
| Lage                     | Objekt  | Beschreibung                                             | Akten-Nr.     | Bild |
| ------------------------ | ------- | -------------------------------------------------------- | ------------- | ---- |
| Erlingsdorf 1 (Standort) | Scheune | Großer Satteldachbau, Sandsteinquader, bezeichnet „1834“ | D-5-77-161-64 | BW   |

### Gündersbach
| Lage                      | Objekt                   | Beschreibung | Akten-Nr.     | Bild                     |
| ------------------------- | ------------------------ | --- | ------------- | ------------------------ |
| Gündersbach 6 (Standort)  | Bauernhaus               | Eingeschossiger giebelständiger Satteldachbau, mit Deutschordenswappen, erstes Drittel 19. Jahrhundert, Scheune, massives Gebäude mit Mansarddach, 19. Jahrhundert | D-5-77-161-67 | Bauernhaus               |
| In Gündersbach (Standort) | Dorfkapelle St. Marien   | Satteldachbau mit Eingangsvorbau und Dachreiter mit kleiner Zwiebelhaube, 1912, mit Ausstattung                                                                    | D-5-77-161-65 | Dorfkapelle St. Marien   |
| Kohlranken (Standort)     | Wegkapelle Sankt Michael | Kleiner massiver Satteldachbau, 18. Jahrhundert, mit Ausstattung                                                                                                   | D-5-77-161-66 | Wegkapelle Sankt Michael |

### Heinzenmühle
| Lage                      | Objekt | Beschreibung                                                                                   | Akten-Nr.     | Bild |
| ------------------------- | ------ | ---------------------------------------------------------------------------------------------- | ------------- | ---- |
| Heinzenmühle 1 (Standort) | Mühle  | Wohnhaus, zweigeschossiger Satteldachbau, durch Sandstein-Türgewände bez. 1812, 1937 verändert | D-5-77-161-68 | BW   |

### Hohenweiler
| Lage                                                                          | Objekt      | Beschreibung                                                                                 | Akten-Nr.      | Bild           |
| ----------------------------------------------------------------------------- | ----------- | -------------------------------------------------------------------------------------------- | -------------- | -------------- |
| Hohenweiler 40 (Standort)                                                     | Dorfkapelle | Kleiner Satteldachbau mit Dachreiter, Sandsteinquader, Ende 19. Jahrhundert, mit Ausstattung | D-5-77-161-69  | weitere Bilder |
| Stirner Wegfeld, zwischen zwei Linden an ehemaligem Weg nach Stirn (Standort) | Feldkreuz   | Metallkreuz auf abgetrepptem Steinsockel, bezeichnet „1845“                                  | D-5-77-161-150 | Feldkreuz      |

### Kleinweingarten
| Lage                         | Objekt             | Beschreibung                                                                                  | Akten-Nr.     | Bild               |
| ---------------------------- | ------------------ | --------------------------------------------------------------------------------------------- | ------------- | ------------------ |
| Kleinweingarten 8 (Standort) | Kapelle St. Marien | Kleiner Satteldachbau, Sandsteinquader, mit Dachreiter, Ende 19. Jahrhundert, mit Ausstattung | D-5-77-161-70 | Kapelle St. Marien |

### Mandlesmühle
| Lage                                     | Objekt                       | Beschreibung | Akten-Nr.     | Bild                         |
| ---------------------------------------- | ---------------------------- | --- | ------------- | ---------------------------- |
| Weilersbach (Standort)                   | Herz-Jesu-Kapelle            | Heiligenhäuschen, kleine massive Ädikula mit Satteldachabschluss, 18. Jahrhundert                                                                          | D-5-77-161-75 | Herz-Jesu-Kapelle            |
| Mandlesmühle 9, Mandlesweiher (Standort) | Mühle, Mühl- und Wohngebäude | Zweigeschossiger Satteldachbau, Sandsteinquader verputzt, mit Ecklisenen, 18. Jahrhundert, Nebengebäude, eingeschossiger Bau mit Walmdach, 18. Jahrhundert | D-5-77-161-74 | Mühle, Mühl- und Wohngebäude |

### Mannholz
| Lage                   | Objekt                   | Beschreibung | Akten-Nr.     | Bild |
| ---------------------- | ------------------------ | --- | ------------- | ---- |
| In Mannholz (Standort) | Kapelle Sankt Marien     | Satteldachbau mit Dachreiter, Sandsteinquader, 1873, mit Ausstattung                                                     | D-5-77-161-76 | BW   |
| Mannholz 13 (Standort) | Bauernhaus               | Erdgeschossiges Gebäude mit Steildach, Sandsteinquader, um 1870/80                                                       | D-5-77-161-78 | BW   |
| Mannholz 19 (Standort) | Ehemaliges Wohnstallhaus | Erdgeschossiger Satteldachbau, Sandsteinquader, um 1870/80, Scheune, Sandsteinquaderbau mit Steildach, wohl gleichzeitig | D-5-77-161-79 | BW   |

### Mäusleinsmühle
| Lage                                                                                   | Objekt                                        | Beschreibung | Akten-Nr.     | Bild                                          |
| -------------------------------------------------------------------------------------- | --------------------------------------------- | --- | ------------- | --------------------------------------------- |
| Bahnlinie Treuchtlingen – Nürnberg, Brombach, bei Streckenkilometer 20, 813 (Standort) | Brombachviadukt der Ludwig-Süd-Nord-Eisenbahn | Achtbogiger Pfeilerviadukt, um 1848/49, Erneuerungen | D-5-77-161-73 | Brombachviadukt der Ludwig-Süd-Nord-Eisenbahn |
| Mäusleinsmühle 5 (Standort)                                                            | Mühle                                         | Mühl- und Wohnhaus, zweigeschossiger Satteldachbau, zwei Sandstein-Türgewände, bezeichnet „1797“ und barocke Hausmadonna, Hofkapelle, massiver Satteldachbau, 1757, um 19. Jahrhundert verlängert, mit Ausstattung | D-5-77-161-72 | Mühle                                         |

### Mischelbach
| Lage                                | Objekt                              | Beschreibung | Akten-Nr.     | Bild                 |
| ----------------------------------- | ----------------------------------- | --- | ------------- | -------------------- |
| Bachstraße 5 (Standort)             | Ehemaliges Schulhaus                | Zweigeschossiges Gebäude mit Halbwalmdach, mit Putzgliederung, 1792, Nebengebäude, eingeschossiger Bau mit Steildach, 19. Jahrhundert | D-5-77-161-80 | Ehemaliges Schulhaus |
| Hintere Gasse 21 (Standort)         | Bauernhaus                          | Eingeschossiges Gebäude mit Steildach, mit Fachwerkgiebel, bezeichnet „1829“                                                          | D-5-77-161-82 | Bauernhaus           |
| Nähe Röttenbacher Straße (Standort) | Katholische Filialkirche Sankt Otto | Chorturmkirche, gewestete Anlage, Sandsteinquader, mit historisierenden Elementen, von Hans Pylipp, 1922, mit Ausstattung             | D-5-77-161-83 | weitere Bilder       |
| Weingartner Straße 1 (Standort)     | Ehemaliges Gasthaus                 | Zweigeschossiger Satteldachbau, durch Portalgewände bezeichnet „1792“                                                                 | D-5-77-161-84 | Ehemaliges Gasthaus  |

### Ramsberg am Brombachsee
| Lage | Objekt                                                      | Beschreibung | Akten-Nr.      | Bild                                                        |
| --- | ----------------------------------------------------------- | --- | -------------- | ----------------------------------------------------------- |
| Bahnberg 4, bei Streckenkilometer 52,24–52,185 (Standort)                                                            | Stationsgebäude mit Nebengebäude an der Ludwig-Süd-Nordbahn | Eingeschossiger Satteldachbau, 1888 | D-5-77-161-140 | Stationsgebäude mit Nebengebäude an der Ludwig-Süd-Nordbahn |
| Bahnlinie Nördlingen – Pleinfeld, Heimatfeld, zwischen Ramsberg und Sankt Veit bei Streckenkilometer 52,7 (Standort) | Wasserdurchlass der Ludwig-Süd-Nordbahn                     | Rundbogig, nach Planung von 1848 | D-5-77-161-147 | Wasserdurchlass der Ludwig-Süd-Nordbahn                     |
| Durchlass, zwischen Ramsberg und Sankt Veit bei Streckenkilometer 53,5 ()                                            | Bachdurchlass der Ludwig-Süd-Nordbahn                       | Rechteckig mit Mittelstütze, nach Planung von 1848 | D-5-77-161-148 |                                                             |
| Nähe Bahnberg, an der Abzweigung Weinbergstraße (Standort)                                                           | Bildstock                                                   | 17. Jahrhundert, und zwei Steinkreuze, mittelalterlich | D-5-77-161-97  | weitere Bilder                                              |
| Obere Dorfstraße 4 (Standort)                                                                                        | Hausfigur                                                   | Muttergottes, 15./16. Jahrhundert | D-5-77-161-88  | Hausfigur                                                   |
| Obere Dorfstraße 23 (Standort)                                                                                       | Bauernhaus                                                  | Eingeschossiger giebelständiger Satteldachbau, Fenster- und Türgewände in Sandstein, mit Ecklisenen, erste Hälfte 18. Jahrhundert                                            | D-5-77-161-90  | Bauernhaus                                                  |
| Obere Dorfstraße 24a (Standort)                                                                                      | Ehemaliges Gasthaus und Doppelhaus                          | Zweigeschossiger giebelständiger Satteldachbau, erste Hälfte 18. Jahrhundert                                                                                                 | D-5-77-161-91  | Ehemaliges Gasthaus und Doppelhaus                          |
| Obere Dorfstraße 29 (Standort)                                                                                       | Inschrift- und Wappentafel                                  | Bezeichnet „1770“ | D-5-77-161-92  | Inschrift- und Wappentafel                                  |
| Obere Dorfstraße 32 (Standort)                                                                                       | Katholische Kirche Sankt Josef                              | Saalkirche, in historisierenden neuromanischen Formen, Nordfassade mit Turm, mit kleiner spitzer Haube, nach Plänen des Bezirksbaumeisters Gutmann, 1887/88, mit Ausstattung | D-5-77-161-87  | weitere Bilder                                              |
| Untere Dorfstraße 15 (Standort)                                                                                      | Bauernhaus                                                  | Zweigeschossiger giebelständiger Satteldachbau, mit Ecklisenen, 18. Jahrhundert                                                                                              | D-5-77-161-93  | Bauernhaus                                                  |
| Untere Dorfstraße 16 (Standort)                                                                                      | Ehemaliges Bauernhaus                                       | Eingeschossiger traufständiger Satteldachbau, 18. Jahrhundert | D-5-77-161-94  | Ehemaliges Bauernhaus                                       |

### Regelsberg
| Lage                    | Objekt                            | Beschreibung | Akten-Nr.      | Bild                              |
| ----------------------- | --------------------------------- | --- | -------------- | --------------------------------- |
| Regelsberg 1 (Standort) | Wohnstallhaus eines Vierseithofes | Eingeschossiges Gebäude mit Steildach, Sandsteinquader, bezeichnet „1856“                                                                                     | D-5-77-161-137 | Wohnstallhaus eines Vierseithofes |
| Regelsberg 2 (Standort) | Wohnstallhaus eines Vierseithofes | Eingeschossiger Satteldachbau, mit Zwerchhaus, mit Fachwerkgiebel, 17./18. Jahrhundert, Scheune, massiver Bau mit Steildach, Sandsteinquader, 19. Jahrhundert | D-5-77-161-98  | Wohnstallhaus eines Vierseithofes |

### Roxfeld
| Lage                 | Objekt        | Beschreibung | Akten-Nr.      | Bild |
| -------------------- | ------------- | --- | -------------- | ---- |
| Roxfeld 2 (Standort) | Wohnstallhaus | Eingeschossiger Sandsteinquaderbau mit Satteldach und Fachwerkgiebel, dendrochronologisch datiert 1673, Umbauten 1787 und Ende 19./Anfang 20. Jahrhundert                                                                                  | D-5-77-161-173 | BW   |
| Roxfeld 3 (Standort) | Bauernhaus    | Zweigeschossiger, giebelständiger Sandsteinquaderbau mit Satteldach, 1879 | D-5-77-161-101 | BW   |
| Roxfeld 4 (Standort) | Bauernhaus    | Zweigeschossiger Sandsteinquaderbau mit Halbwalmdach und östlichem, zweigeschossigen Satteldachanbau, bezeichnet „1841“, nördlich angebaut Nebengebäude, eingeschossiger Sandsteinquaderbau mit Satteldach, erstes Viertel 19. Jahrhundert | D-5-77-161-100 | BW   |

### Sandsee
| Lage                                                                            | Objekt                                                                       | Beschreibung | Akten-Nr.      | Bild           |
| ------------------------------------------------------------------------------- | ---------------------------------------------------------------------------- | --- | -------------- | -------------- |
| Sandsee 1, Sandseer Schloßweg, In Sandsee, Von der B 2 nach Mannholz (Standort) | Fürstlich Wredesches Schloss, bis 1806 Eichstättisches Amts- und Jagdschloss | Ringförmige Befestigungsanlage mit Graben und Bergfried, wohl spätes 12. Jahrhundert, verstärkt und erneuert 15.–17. Jahrhundert, Wohnbau in zwei Flügeln, dreigeschossiger Walmdachbau, teilweise Fachwerk, im Kern mittelalterlich, mit Kapelle Sankt Anna, 1902, mit Ausstattung, Gebäudegruppe am Burgtor, Nebengebäude, ein- und zweigeschossige Satteldachbauten, 19. Jahrhundert, Brunnen, mittelalterlich, Schlossgarten, Ende 18. Jahrhundert, Schlossbrücke, 18. Jahrhundert, Terrassenanlage mit Stützmauern, Ende 18. Jahrhundert, Auffahrtsallee, 18./19. Jahrhundert, Allee in Richtung Walting, 18./19. Jahrhundert | D-5-77-161-102 | weitere Bilder |

### Sankt Veit
| Lage                                                                                    | Objekt                                             | Beschreibung | Akten-Nr.      | Bild                                               |
| --------------------------------------------------------------------------------------- | -------------------------------------------------- | --- | -------------- | -------------------------------------------------- |
| Bahnlinie Nördlingen – Pleinfeld, bei Streckenkilometer in 53,983 und 54,734 (Standort) | Wasser- bzw. Wegdurchlässe der Ludwig-Süd-Nordbahn | Tonnengewölbte Sandsteinquaderbauten, nach der Planung von 1848 | D-5-77-161-142 | Wasser- bzw. Wegdurchlässe der Ludwig-Süd-Nordbahn |
| Ellinger Feld (Standort)                                                                | Dreifaltigkeitskapelle                             | Kleine rechteckige Nischenanlage mit Satteldachabschluss, um 1900, mit Altarbild bezeichnet „1901“, am Waldrand                                                        | D-5-77-161-141 | Dreifaltigkeitskapelle                             |
| Sankt Veit 3, 3 a (Standort)                                                            | Ehemaliger Pfarrhof, nach 1627 Mühle               | Zweigeschossiger Bau mit Schopfwalm, bezeichnet „1590“, Umbauten im 17. Jahrhundert                                                                                    | D-5-77-161-104 | Ehemaliger Pfarrhof, nach 1627 Mühle               |
| Sankt Veit 3, 3 a (Standort)                                                            | Ehemaliger Pfarrhof, ehemalige Pfarrscheune        | Eingeschossiger Walmdachbau, Bruchsteinmauerwerk, Fachwerkinnenwände, 18. Jahrhundert                                                                                  | D-5-77-161-104 | Ehemaliger Pfarrhof, ehemalige Pfarrscheune        |
| Sankt Veit 3, 3 a (Standort)                                                            | Ehemaliger Pfarrhof, Gartenummauerung              | Im Kern 17./18. Jahrhundert | D-5-77-161-104 | Ehemaliger Pfarrhof, Gartenummauerung              |
| Sankt Veit 10 (Standort)                                                                | Katholische Pfarrkirche Sankt Vitus                | Saalkirche, mit hohem Dachreiter, nach Plänen des Konstanzer Baumeisters Pickel, um 1786, mit Ausstattung, Grabstein, 1829, eingelassen in die westliche Kirchhofmauer | D-5-77-161-103 | weitere Bilder                                     |
| Sankt Veit 12 (Standort)                                                                | Ehemaliges Schulhaus, später auch Mesnerhaus       | Zweigeschossiger Walmdachbau, steingerahmtes Portal, darüber Wappen, 1782                                                                                              | D-5-77-161-105 | weitere Bilder                                     |
| Schulwiesen, an der Straße nach Gündersbach (Standort)                                  | Nepomukkapelle                                     | Kleiner massiver Satteldachbau, 18. Jahrhundert, mit Ausstattung | D-5-77-161-107 | Nepomukkapelle                                     |

### Seemannsmühle
| Lage                                                   | Objekt                      | Beschreibung                                                                                      | Akten-Nr.      | Bild                        |
| ------------------------------------------------------ | --------------------------- | ------------------------------------------------------------------------------------------------- | -------------- | --------------------------- |
| Nähe Seemannsmühle, gegenüber Haus Nummer 2 (Standort) | Wegkapelle St. Michael      | Kleiner massiver Satteldachbau mit Blendgiebel und Nischenfigur, 18. Jahrhundert, mit Ausstattung | D-5-77-161-110 | Wegkapelle St. Michael      |
| Seemannsmühle 2 (Standort)                             | Seemannsmühle, Mühlgebäude  | Zweigeschossiger Satteldachbau, durch Türgewände bezeichnet „1840“                                | D-5-77-161-109 | Seemannsmühle, Mühlgebäude  |
| Seemannsmühle 2 (Standort)                             | Seemannsmühle, Nebengebäude | Eingeschossiger Satteldachbau, wohl zweite Hälfte 19. Jahrhundert                                 | D-5-77-161-109 | Seemannsmühle, Nebengebäude |

### Stirn
| Lage                       | Objekt                                    | Beschreibung | Akten-Nr.      | Bild           |
| -------------------------- | ----------------------------------------- | --- | -------------- | -------------- |
| Hauptstraße 21 (Standort)  | Gasthaus Schwarzer Adler                  | Zweigeschossiger giebelständiger Satteldachbau, Obergeschoss und Giebel Fachwerk, wohl noch 17. Jahrhundert, Scheune, Satteldachbau, Fachwerk, 18./19. Jahrhundert | D-5-77-161-113 | weitere Bilder |
| Hauptstraße 21a (Standort) | Katholische Pfarrkirche Mariä Heimsuchung | Saalkirche, im Kern mittelalterlich, 1651/52 sowie nach Brand 1687, nach Plänen des Eichstätter Hofbaumeisters Jakob Engel, wiederhergestellt und vergrößert, Choranbau 1895, Erweiterung, nach Plänen von Franz Kießling, 1972–1976, mit Ausstattung, Kirchhofmauer, in Teilen wohl mittelalterlich | D-5-77-161-112 | weitere Bilder |
| Hauptstraße 22 (Standort)  | Bauernhaus                                | Eingeschossiger giebelständiger Bau mit Mansardgiebeldach, Sandsteinquader, 1850/60, Scheune, Mansarddachbau, Sandsteinquader, wohl zweite Hälfte 19. Jahrhundert | D-5-77-161-114 | Bauernhaus     |
| Hauptstraße 25 (Standort)  | Bauernhaus                                | Zweigeschossiger giebelständiger Satteldachbau, Sandsteinquader, um 1840/50 | D-5-77-161-115 | Bauernhaus     |
| Hauptstraße 30 (Standort)  | Gasthaus                                  | Zweigeschossiger Bau mit Steildach, Sandsteinquader, 1854 | D-5-77-161-116 | weitere Bilder |
| Hauptstraße 31 (Standort)  | Bauernhaus                                | Eingeschossiger giebelständiger Mansarddachbau, Sandsteinquader, 1850/60 | D-5-77-161-117 | Bauernhaus     |
| Hauptstraße 32 (Standort)  | Bauernhaus                                | Eingeschossiges Gebäude mit Steildach, Sandsteinquaderbau, 1850/60, mit eingeschossigem Anbau mit Fachwerkgiebel | D-5-77-161-118 | Bauernhaus     |

### Veitserlbach
| Lage                                                                                       | Objekt                                            | Beschreibung          | Akten-Nr.      | Bild                                              |
| ------------------------------------------------------------------------------------------ | ------------------------------------------------- | --------------------- | -------------- | ------------------------------------------------- |
| Bahnlinie Nördlingen – Pleinfeld, vor Veitserlbach bei Streckenkilometer 50,082 (Standort) | Wasser- bzw. Wegdurchlass der Ludwig-Süd-Nordbahn | Nach Planung von 1848 | D-5-77-161-146 | Wasser- bzw. Wegdurchlass der Ludwig-Süd-Nordbahn |

### Walkerszell
| Lage                      | Objekt                                  | Beschreibung | Akten-Nr.      | Bild                         |
| ------------------------- | --------------------------------------- | --- | -------------- | ---------------------------- |
| Veiter Wegfeld (Standort) | Wegkapelle Liebfrauenkapelle            | Kleiner massiver Walmdachbau mit vorgezogenem Dach, 1712, erweitert 1739                                                                  | D-5-77-161-120 | Wegkapelle Liebfrauenkapelle |
| Walkerszell 18 (Standort) | Katholische Kirche Sankt Johann Baptist | Saalkirche, Westfassade mit Mittelrisalit, mit sechseckigem Dachreiter, vielleicht von Franz Joseph Roth, Ellingen, 1716, mit Ausstattung | D-5-77-161-136 | weitere Bilder               |
| Walkerszell 18 (Standort) | Friedhof                                | Friedhofsmauer, 1796 | D-5-77-161-136 | Friedhof                     |

### Walting
| Lage                                       | Objekt                                               | Beschreibung | Akten-Nr.      | Bild                                                 |
| ------------------------------------------ | ---------------------------------------------------- | --- | -------------- | ---------------------------------------------------- |
| Runst, am Weg nach Mischelbach (Standort)  | Bartholomäuskapelle                                  | Sandsteinquaderbau mit einfachem Ziergiebel, Satteldach rückwärtig abgewalmt, Ende 19. Jahrhundert                                                                                         | D-5-77-161-122 | Bartholomäuskapelle                                  |
| Schwärz, an der Umgehungsstraße (Standort) | Nicklhanslkapelle                                    | Kleiner Sandsteinquaderbau mit Satteldach, einseitig abgewalmt, um 1870/80 | D-5-77-161-144 | Nicklhanslkapelle                                    |
| Walting 3 (Standort)                       | Bauernhaus                                           | Eingeschossiger giebelständiger Satteldachbau, mit Fachwerkgiebel, 18./19. Jahrhundert | D-5-77-161-130 | Bauernhaus                                           |
| Walting 38 (Standort)                      | Bauernhaus                                           | Zweigeschossiger traufständiger Satteldachbau, westlich abgewalmt, 18. Jahrhundert | D-5-77-161-134 | Bauernhaus                                           |
| Walting 44, im Ort (Standort)              | Härtleinkapelle                                      | Kleiner Sandsteinquaderbau mit einseitig abgewalmtem Dach, Staffelgiebel, 1918 | D-5-77-161-123 | Härtleinkapelle                                      |
| Walting 49 (Standort)                      | Bauernhaus                                           | Eingeschossiger giebelständiger Satteldachbau, Sandsteinquader, um 1860/70 | D-5-77-161-127 | Bauernhaus                                           |
| Walting 85 (Standort)                      | Ehemaliger Schulsaal                                 | Eingeschossiger Satteldachbau, Sandsteinquader, 1898 | D-5-77-161-143 | Ehemaliger Schulsaal                                 |
| Walting 85 (Standort)                      | Ehemalige Pfarrkirche Sankt Bartholomäus, profaniert | Mittelalterlich, im 18. Jahrhundert ausgebaut zu zweigeschossigem Wohnhaus mit Satteldach, 1736–1741 Umbau, bezeichnet „1736“, 1820 ausgebaut zu Schulhaus, zweigeschossiger Satteldachbau | D-5-77-161-135 | Ehemalige Pfarrkirche Sankt Bartholomäus, profaniert |
| Walting 92 (Standort)                      | Mesnerhaus                                           | Eingeschossiger Satteldachbau in Ecklage, Sandsteinquader, Ende 19. Jahrhundert | D-5-77-161-131 | Mesnerhaus                                           |
| Walting 93 (Standort)                      | Bauernhaus                                           | Eingeschossiges traufständiges Gebäude mit Steildach, mit Eckquaderungen, 1796 | D-5-77-161-124 | Bauernhaus                                           |
| Walting 94 (Standort)                      | Katholische Pfarrkirche Mariä Himmelfahrt            | Chorturmkirche, im Kern mittelalterliche Anlage, ausgebaut und erneuert im 18. Jahrhundert, Turmobergeschoss mit Spitzhelm 1874, mit Ausstattung                                           | D-5-77-161-121 | weitere Bilder                                       |
| Walting 94 (Standort)                      | Friedhofsummauerung                                  | Mittelalterlich und 19. Jahrhundert | D-5-77-161-121 | Friedhofsummauerung                                  |
| Walting 112 (Standort)                     | Gasthaus                                             | Zweigeschossiger traufständiger Satteldachbau, 18./19. Jahrhundert, Scheune, Satteldachbau mit Fachwerkgiebel, 18./19. Jahrhundert                                                         | D-5-77-161-133 | Gasthaus                                             |

### Wurmmühle
| Lage                   | Objekt                                   | Beschreibung | Akten-Nr.     | Bild                                     |
| ---------------------- | ---------------------------------------- | --- | ------------- | ---------------------------------------- |
| Wurmmühle 1 (Standort) | Ehemaliges Scheunen- und Speichergebäude | Eingeschossiger Bau mit Steildach, Sandsteinquader verputzt, mit Fachwerkgiebel, 18. Jahrhundert, 1844 erneuert | D-5-77-161-11 | Ehemaliges Scheunen- und Speichergebäude |

## Ehemalige Baudenkmäler
In diesem Abschnitt sind Objekte aufgeführt, die früher einmal in der Denkmalliste eingetragen waren, jetzt aber nicht mehr. Objekte, die in anderem Zusammenhang – also z. B. als Teil eines Baudenkmals – weiter eingetragen sind, sollen hier nicht aufgeführt werden. Aktennummern in diesem Abschnitt sind ehemalige, jetzt nicht mehr gültige Aktennummern.

| Lage                             | Objekt    | Beschreibung             | Akten-Nr.     | Bild      |
| -------------------------------- | --------- | ------------------------ | ------------- | --------- |
| Pleinfeld Zollgasse 1 (Standort) | Türgerüst | Stein, bezeichnet „1844“ | D-5-77-161-44 | Türgerüst |